# Mine d'or La Colosa
La mine d'or La Colosa est un projet de mine d'or situé près de Cajamarca dans le département de Tolima, en Colombie.

## Description
Devant être exploitée par la société AngloGold Ashanti, ses réserves sont estimées à 12,9 millions d'onces,.
AngloGold Ashanti y envisage un investissement de 250 millions de dollars. Actuellement en l'attente d'un permis, la société espère démarrer les travaux en 2014 et commencer la production en 2017. Il y a toutefois controverse à propos de possibles dégâts environnementaux.

## Arrêt du projet
Malgré les multiples investissements réalisés par la multinationale AngloGold Ashanti en faveur de la communauté, notamment la construction de terrains de sport entre autres infrastructures que les gouvernements locaux n'ont jamais développés ; la communauté a promu une consultation populaire afin d'équilibrer l'opinion générale de la communauté, quant à savoir s'il fallait ou non donner son consentement pour le développement du projet. Ceci, dans la mesure où au-delà des avantages économiques évoqués par la Multinationale, il y avait de profonds désaccords mis en évidence par divers écologistes, menés par le citoyen Renzo García, le créateur de la marche du carnaval, qui a déclaré qu'à leur avis, la génération des passifs environnementaux, la contamination et la destruction du territoire n'auraient pas d'équivalent dans les avantages présumés utilisés par l'entreprise. À cet égard, AngloGold a souligné que le projet était une opportunité de renforcer les industries productives de la région. Cependant, au-delà des deux positions, la communauté a finalement rejeté le projet en votant lors d'une consultation populaire, un outil disponible à ce jour dans le système juridique colombien. À ce jour, on estime que le projet pourrait être réactivé, ce à quoi des écologistes comme Renzo García, maintiennent leur opposition,,,.